# Championnat de Singapour de football 2000
Navigation
Saison 1999 Saison 2001
La saison 2000 du Championnat de Singapour de football est la soixante-huitième édition de la première division à Singapour.
Cette saison est la cinquième édition de la S-League, le championnat fermé organisé par la fédération singapourienne. Il n'y a pas de relégation puisque les clubs inscrits sont des franchises, à l'image de ce qui se fait dans les championnats australien ou américain. 
C'est le club de Singapore Armed Forces FC qui remporte le championnat cette saison, après avoir terminé en tête du classement final, avec neuf points d'avance sur Tanjong Pagar United FC et onze sur Geylang United. C'est le sixième titre de champion de Singapour du club, qui manque le doublé en s'inclinant en finale de la Coupe de Singapour face à Home United FC.

## Les clubs participants
| - Home United FC - Tanjong Pagar United FC - Singapore Armed Forces FC - Woodlands Wellington FC - Jurong SC - Marine Castle United | - Tampines Rovers - Geylang United - Balestier Central - Sembawang Rangers - Gombak United FC - Clementi Khalsa |

## Compétition
Le barème de points servant à établir le classement se décompose ainsi :
- Victoire : 3 points ;
- Match nul : 1 point ;
- Défaite : 0 point.

### Classement
| Rang | Équipe                    | Pts | J  | G  | N  | P  | Bp | Bc | Diff |
| ---- | ------------------------- | --- | -- | -- | -- | -- | -- | -- | ---- |
| 1    | Singapore Armed Forces FC | 52  | 22 | 16 | 4  | 2  | 53 | 15 | +38  |
| 2    | Tanjong Pagar United FC   | 43  | 22 | 12 | 7  | 3  | 50 | 23 | +27  |
| 3    | Geylang United            | 41  | 22 | 13 | 2  | 7  | 42 | 29 | +13  |
| 4    | Home United FCTC          | 40  | 22 | 11 | 7  | 4  | 38 | 21 | +17  |
| 5    | Gombak United FC          | 37  | 22 | 11 | 4  | 7  | 33 | 26 | +7   |
| 6    | Jurong SC                 | 29  | 22 | 8  | 5  | 9  | 30 | 37 | -7   |
| 7    | Tampines Rovers           | 27  | 22 | 7  | 6  | 9  | 30 | 27 | +3   |
| 8    | Clementi Khalsa           | 25  | 22 | 5  | 10 | 7  | 33 | 46 | -13  |
| 9    | Sembawang Rangers         | 22  | 22 | 5  | 7  | 10 | 17 | 37 | -20  |
| 10   | Woodlands Wellington FC   | 17  | 22 | 4  | 5  | 13 | 19 | 31 | -12  |
| 11   | Marine Castle United      | 16  | 22 | 4  | 4  | 14 | 18 | 45 | -27  |
| 12   | Balestier Central         | 14  | 22 | 3  | 5  | 14 | 16 | 42 | -26  |

|  | Qualification pour la Coupe d'Asie des clubs champions 2001-2002 |
|  | Qualification pour la Coupe des Coupes 2001-2002                 |
|  | T : Tenant du titre C : Vainqueur de la Coupe de Singapour       |

## Bilan de la saison
| Championnat de Singapour de football 2000  |                                      |
| Champion                                   | Singapore Armed Forces FC (6e titre) |
| Coupes et trophées                         |                                      |
| Vainqueur de la Coupe de Singapour 2000    | Home United FC                       |
| Qualifications continentales               |                                      |
| Coupe d'Asie des clubs champions 2001-2002 | Singapore Armed Forces FC            |
| Coupe des Coupes 2001-2002                 | Home United FC                       |
| Promotions et relégations                  |                                      |
| Promus en S-League                         | Aucun                                |
| Relégués en Division II                    | Aucun                                |